# Solide de Johnson

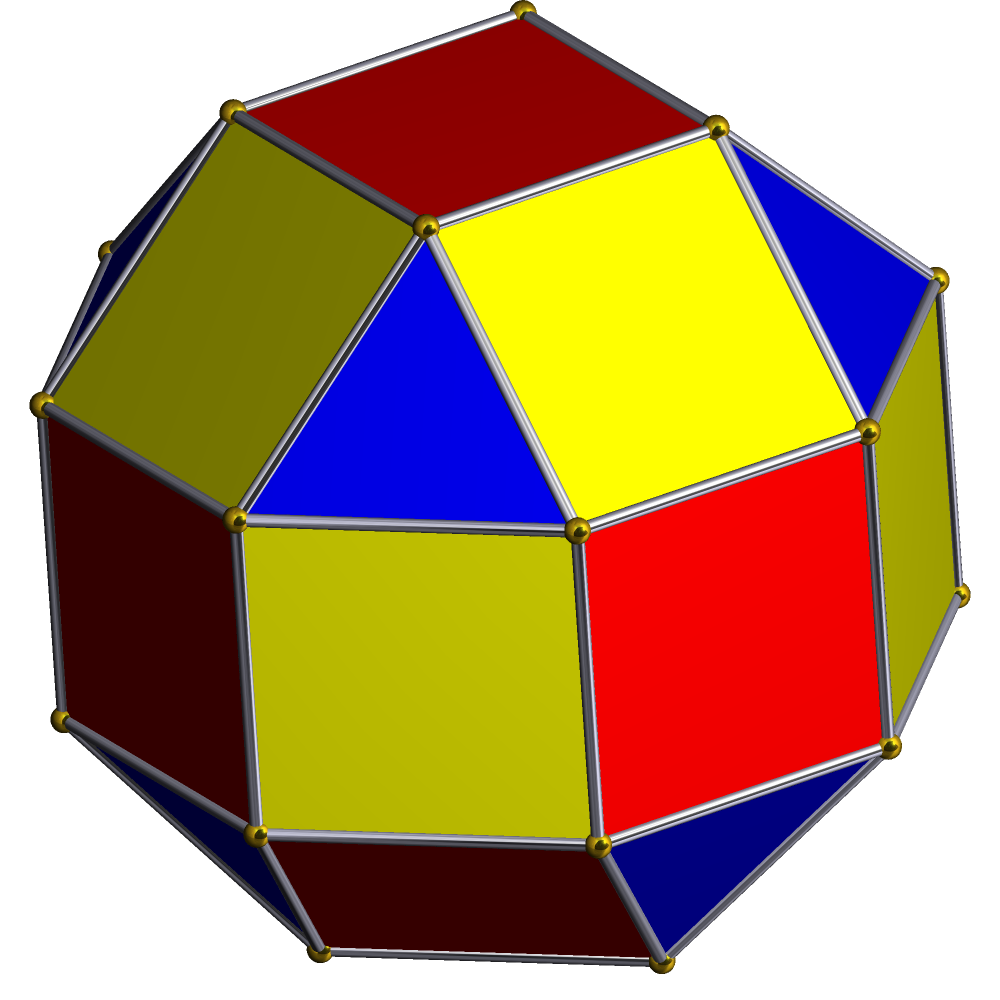
La gyrobicoupole octogonale allongée (J_{37}), un solide de Johnson.

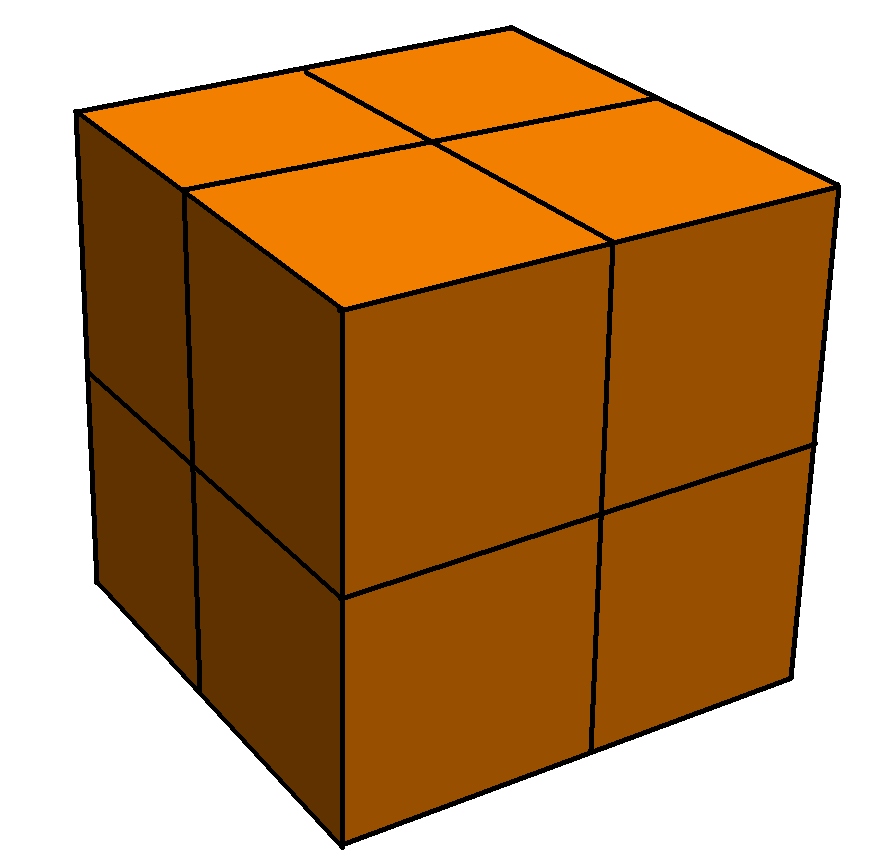
Ce cube composé de 24 faces carrées n'est pas un solide de Johnson parce qu'il n'est pas strictement convexe (il a des angles diédraux égaux à zéro).

Cet exemple à 24 triangles n'est pas un solide de Johnson parce qu'il n'est pas convexe.

En géométrie, un solide de Johnson est un polyèdre strictement convexe dont chaque face est un polygone régulier et qui n'est pas isogonal (qui n'est donc ni un solide de Platon, ni un solide d'Archimède, ni un prisme ni un antiprisme). Il n'est pas nécessaire que chaque face soit un polygone identique, ou que les mêmes polygones se rejoignent autour de chaque sommet. Un exemple de solide de Johnson est la pyramide à base carrée avec des côtés triangulaires équilatéraux (J1) ; il possède une face carrée et quatre faces triangulaires.
Comme dans un solide strictement convexe au moins trois faces se rencontrent à chaque sommet, le total de leurs angles est moindre que 360 degrés. Puisqu'un polygone régulier possède des angles supérieurs à 60 degrés, on en déduit que cinq faces au plus se rencontrent à un sommet quelconque. La pyramide pentagonale (J2) est un exemple qui a un sommet de degré 5.
Bien qu'il n'existe pas de restriction évidente qu'un polygone régulier quelconque donné puisse être une face d'un solide de Johnson, il s'avère que les faces des solides de Johnson ont toujours 3, 4, 5, 6, 8 ou 10 côtés.
En 1966, Norman Johnson a publié une liste qui incluait les 92 solides, et leur donna leurs noms et leurs nombres. Il ne démontra pas qu'il n'en existait que 92, mais il conjectura qu'il n'y en avait pas d'autres. Victor Zalgaller (en) a démontré en 1969 que la liste de Johnson était complète.
On utilise les noms et l'ordre donnés par Johnson, et on les note Jxx.
Des solides de Johnson, la gyrobicoupole octogonale allongée (J37) est le seul qui est de sommet uniforme : il existe quatre faces à chaque sommet, et leur arrangement est toujours le même : trois carrés et un triangle.

## Noms
Les noms sont listés ci-dessous et sont plus descriptifs que ce que l'on entend. Beaucoup de ces solides peuvent être construits par ajout de pyramides, de coupoles et de rotondes sur des faces de solide de Platon, solide d'Archimède, de prismes ou d'antiprismes.
- Le préfixe Bi- signifie que deux copies du solide en question sont jointes base sur base. Pour les coupoles et les rotondes, elles peuvent être jointes telles que les faces se rencontrent (ortho-) ou non (gyro-). Dans cette nomenclature, un octaèdre serait nommé une bipyramide carrée, un cuboctaèdre serait nommé une gyrobicoupole hexagonale et un icosidodécaèdre une gyrobirotonde décagonale.

- Allongé signifie qu'un prisme a été joint à la base du solide en question ou entre les bases des solides en question. Un rhombicuboctaèdre serait nommé une orthobicoupole octogonale allongée.
- Gyroallongé signifie qu'un antiprisme a été joint à la base du solide en question ou entre les bases des solides en question. Un icosaèdre serait nommé une bipyramide pentagonale gyroallongée.

- Augmenté signifie qu'une pyramide ou une coupole a été jointe à une face du solide en question.
- Diminué signifie qu'une pyramide ou une coupole a été enlevée du solide en question.

- Gyré signifie qu'une coupole sur le solide en question a subi une rotation telle que les différentes arêtes coïncident, comme pour la différence entre ortho et gyro bicoupoles.

Les trois dernières opérations — augmentation, diminution et gyration — peuvent être exécutées plus d'une fois sur un solide suffisamment grand. Nous ajoutons bi- au nom de l'opération pour indiquer que cela a été exécuté deux fois. (Un solide bigyré a deux de ses coupoles ayant subi une rotation). Nous ajoutons tri- pour indiquer que cela a été exécuté trois fois. (Un solide tridimininué a trois de ses pyramides ou coupoles enlevées).
Quelquefois, bi- tout seul n'est pas assez précis. Nous devons distinguer entre un solide qui a deux faces parallèles altérées et un qui a deux faces obliques altérées. Lorsque deux faces altérées sont parallèles, nous ajoutons para- au nom de l'opération. (Un solide parabiaugmenté possède deux faces parallèles augmentées). Lorsqu'elles ne le sont pas, nous ajoutons méta- au nom de l'opération. (Un solide métabiaugmenté possède deux faces obliques augmentées).

## Liste et noms de Johnson
S : nombre de sommets,

A : nombre d'arêtes,

F : nombre total de faces, dont :

F3 triangles,

F4 carrés,

F5 pentagones,

F6 hexagones,

F8 octogones,

F10 décagones.

### Prismatoïdeset rotondes
- pyramides
- coupoles
- rotondes

|    |                      |       |          |    |    |    |    |    |    |    |    |     |          |
| Jn | Nom du solide        | Image | Type     | S  | A  | F  | F3 | F4 | F5 | F6 | F8 | F10 | Symétrie |
| 1  | pyramide carrée      |       | pyramide | 5  | 8  | 5  | 4  | 1  | 0  | 0  | 0  | 0   | C4v      |
| 2  | pyramide pentagonale |       | pyramide | 6  | 10 | 6  | 5  | 0  | 1  | 0  | 0  | 0   | C5v      |
| 3  | coupole hexagonale   |       | coupole  | 9  | 15 | 8  | 4  | 3  | 0  | 1  | 0  | 0   | C3v      |
| 4  | coupole octogonale   |       | coupole  | 12 | 20 | 10 | 4  | 5  | 0  | 0  | 1  | 0   | C4v      |
| 5  | coupole décagonale   |       | coupole  | 15 | 25 | 12 | 5  | 5  | 1  | 0  | 0  | 1   | C5v      |
| 6  | rotonde décagonale   |       | rotonde  | 20 | 35 | 17 | 10 | 0  | 6  | 0  | 0  | 1   | C5v      |

#### Pyramides modifiées et dipyramides
- pyramide allongée (en)
- pyramide gyroallongée (en)
- bipyramide
- dipyramide allongée
- dipyramide gyroallongée

|    |                                   |       |                                          |    |    |    |    |    |    |    |    |     |          |
| Jn | Nom du solide                     | Image | Type                                     | S  | A  | F  | F3 | F4 | F5 | F6 | F8 | F10 | Symétrie |
| 7  | pyramide triangulaire allongée    |       | pyramide allongée (en)                   | 7  | 12 | 7  | 4  | 3  | 0  | 0  | 0  | 0   | C3v      |
| 8  | pyramide carrée allongée          |       | pyramide allongée                        | 9  | 16 | 9  | 4  | 5  | 0  | 0  | 0  | 0   | C4v      |
| 9  | pyramide pentagonale allongée     |       | pyramide allongée                        | 11 | 20 | 11 | 5  | 5  | 1  | 0  | 0  | 0   | C5v      |
| 10 | pyramide carrée gyroallongée      |       | pyramide gyroallongée (en)               | 9  | 20 | 13 | 12 | 1  | 0  | 0  | 0  | 0   | C4v      |
| 11 | pyramide pentagonale gyroallongée |       | pyramide gyroallongée                    | 11 | 25 | 16 | 15 | 0  | 1  | 0  | 0  | 0   | C5v      |
| 12 | diamant triangulaire              |       | Bipyramide (ou diamant)                  | 5  | 9  | 6  | 6  | 0  | 0  | 0  | 0  | 0   | D3h      |
| 13 | diamant pentagonal                |       | Bipyramide (ou diamant)                  | 7  | 15 | 10 | 10 | 0  | 0  | 0  | 0  | 0   | D5h      |
| 14 | diamant triangulaire allongé      |       | Bipyramide allongée (ou diamant allongé) | 8  | 15 | 9  | 6  | 3  | 0  | 0  | 0  | 0   | D3h      |
| 15 | diamant carré allongé             |       | Bipyramide allongée (ou diamant allongé) | 10 | 20 | 12 | 8  | 4  | 0  | 0  | 0  | 0   | D4h      |
| 16 | diamant pentagonal allongé        |       | Bipyramide allongée (ou diamant allongé) | 12 | 25 | 15 | 10 | 5  | 0  | 0  | 0  | 0   | D5h      |
| 17 | diamant carré gyroallongé         |       | Bipyramide allongée (ou diamant allongé) | 10 | 24 | 16 | 16 | 0  | 0  | 0  | 0  | 0   | D4d      |

#### Coupoles et rotondes modifiées
- coupole allongée
- rotonde allongée
- birotonde allongée
- coupole-rotonde allongée
- bicoupole allongée
- coupole gyroallongée
- rotonde gyroallongée
- bicoupole
- birotonde
- coupole-rotonde
- bicoupole gyroallongée
- birotonde gyroallongée
- coupole-rotonde gyroallongée

|    |                                          |       |                              |    |    |    |    |    |    |    |    |     |          |
| Jn | Nom du solide                            | Image | Type                         | S  | A  | F  | F3 | F4 | F5 | F6 | F8 | F10 | Symétrie |
| 18 | coupole hexagonale allongée              |       | coupole allongée             | 15 | 27 | 14 | 4  | 9  | 0  | 1  | 0  | 0   | C3v      |
| 19 | coupole octogonale allongée              |       | coupole allongée             | 20 | 36 | 18 | 4  | 13 | 0  | 0  | 1  | 0   | C4v      |
| 20 | coupole décagonale allongée              |       | coupole allongée             | 25 | 45 | 22 | 5  | 15 | 1  | 0  | 0  | 1   | C5v      |
| 21 | rotonde décagonale allongée              |       | rotonde allongée             | 30 | 55 | 27 | 10 | 10 | 6  | 0  | 0  | 1   | C5v      |
| 22 | coupole hexagonale gyroallongée          |       | coupole gyroallongée         | 15 | 33 | 20 | 16 | 3  | 0  | 1  | 0  | 0   | C3v      |
| 23 | coupole octogonale gyroallongée          |       | coupole gyroallongée         | 20 | 44 | 26 | 20 | 5  | 0  | 0  | 1  | 0   | C4v      |
| 24 | coupole décagonale gyroallongée          |       | coupole gyroallongée         | 25 | 55 | 32 | 25 | 5  | 1  | 0  | 0  | 1   | C5v      |
| 25 | rotonde décagonale gyroallongée          |       | rotonde gyroallongée         | 30 | 65 | 37 | 30 | 0  | 6  | 0  | 0  | 1   | C5v      |
| 26 | gyrobiprisme triangulaire                |       | bicoupole                    | 8  | 14 | 8  | 4  | 4  | 0  | 0  | 0  | 0   | D2d      |
| 27 | orthobicoupole hexagonale                |       | bicoupole                    | 12 | 24 | 14 | 8  | 6  | 0  | 0  | 0  | 0   | D3h      |
| 28 | orthobicoupole octogonale                |       | bicoupole                    | 16 | 32 | 18 | 8  | 10 | 0  | 0  | 0  | 0   | D4h      |
| 29 | gyrobicoupole octogonale                 |       | bicoupole                    | 16 | 32 | 18 | 8  | 10 | 0  | 0  | 0  | 0   | D4d      |
| 30 | orthobicoupole décagonale                |       | bicoupole                    | 20 | 40 | 22 | 10 | 10 | 2  | 0  | 0  | 0   | D5h      |
| 31 | gyrobicoupole décagonale                 |       | bicoupole                    | 20 | 40 | 22 | 10 | 10 | 2  | 0  | 0  | 0   | D5d      |
| 32 | orthocoupole-rotonde décagonale          |       | coupole-rotonde              | 25 | 50 | 27 | 15 | 5  | 7  | 0  | 0  | 0   | C5v      |
| 33 | gyrocoupole-rotonde décagonale           |       | coupole-rotonde              | 25 | 50 | 27 | 15 | 5  | 7  | 0  | 0  | 0   | C5v      |
| 34 | orthobirotonde décagonale                |       | birotonde                    | 30 | 60 | 32 | 20 | 0  | 12 | 0  | 0  | 0   | C5v      |
| 35 | orthobicoupole hexagonale allongée       |       | bicoupole allongée           | 18 | 36 | 20 | 8  | 12 | 0  | 0  | 0  | 0   | D3h      |
| 36 | gyrobicoupole hexagonale allongée        |       | bicoupole allongée           | 18 | 36 | 20 | 8  | 12 | 0  | 0  | 0  | 0   | D3d      |
| 37 | gyrobicoupole octogonale allongée        |       | bicoupole allongée           | 24 | 48 | 26 | 8  | 18 | 0  | 0  | 0  | 0   | D4h      |
| 38 | orthobicoupole décagonale allongée       |       | bicoupole allongée           | 30 | 60 | 32 | 10 | 20 | 2  | 0  | 0  | 0   | D5h      |
| 39 | gyrobicoupole décagonale allongée        |       | bicoupole allongée           | 30 | 60 | 32 | 10 | 20 | 2  | 0  | 0  | 0   | D5v      |
| 40 | orthocoupole-rotonde décagonale allongée |       | coupole-rotonde allongée     | 35 | 70 | 37 | 15 | 15 | 7  | 0  | 0  | 0   | C5v      |
| 41 | gyrocoupole-rotonde décagonale allongée  |       | coupole-rotonde allongée     | 35 | 70 | 37 | 15 | 15 | 7  | 0  | 0  | 0   | C5v      |
| 42 | orthobirotonde décagonale allongée       |       | birotonde allongée           | 40 | 80 | 42 | 20 | 10 | 12 | 0  | 0  | 0   | D5h      |
| 43 | gyrobirotonde décagonale allongée        |       | birotonde allongée           | 40 | 80 | 42 | 20 | 10 | 12 | 0  | 0  | 0   | D5v      |
| 44 | bicoupole hexagonale gyroallongée        |       | bicoupole gyroallongée       | 18 | 42 | 26 | 20 | 6  | 0  | 0  | 0  | 0   | D3v      |
| 45 | bicoupole octogonale gyroallongée        |       | bicoupole gyroallongée       | 24 | 56 | 34 | 24 | 10 | 0  | 0  | 0  | 0   | D4v      |
| 46 | bicoupole décagonale gyroallongée        |       | bicoupole gyroallongée       | 30 | 70 | 42 | 30 | 10 | 2  | 0  | 0  | 0   | D5v      |
| 47 | coupole-rotonde décagonale gyroallongée  |       | coupole-rotonde gyroallongée | 35 | 80 | 47 | 35 | 5  | 7  | 0  | 0  | 0   | C5v      |
| 48 | birotonde décagonale gyroallongée        |       | birotonde gyroallongée       | 40 | 90 | 52 | 40 | 0  | 12 | 0  | 0  | 0   | C5v      |

#### Prismes augmentés
|    |                                 |       |                 |    |    |    |    |    |    |    |    |     |          |
| Jn | Nom du solide                   | Image | Type            | S  | A  | F  | F3 | F4 | F5 | F6 | F8 | F10 | Symétrie |
| 49 | prisme triangulaire augmenté    |       | prisme augmenté | 7  | 13 | 8  | 6  | 2  | 0  | 0  | 0  | 0   | C2v      |
| 50 | prisme triangulaire biaugmenté  |       | prisme augmenté | 8  | 17 | 11 | 10 | 1  | 0  | 0  | 0  | 0   | C2v      |
| 51 | prisme triangulaire triaugmenté |       | prisme augmenté | 9  | 21 | 14 | 14 | 0  | 0  | 0  | 0  | 0   | D3h      |
| 52 | prisme pentagonal augmenté      |       | prisme augmenté | 11 | 19 | 10 | 4  | 4  | 2  | 0  | 0  | 0   | C2v      |
| 53 | prisme pentagonal biaugmenté    |       | prisme augmenté | 12 | 23 | 13 | 8  | 3  | 2  | 0  | 0  | 0   | Cs       |
| 54 | prisme hexagonal augmenté       |       | prisme augmenté | 13 | 22 | 11 | 4  | 5  | 0  | 2  | 0  | 0   | C2h      |
| 55 | prisme hexagonal parabiaugmenté |       | prisme augmenté | 14 | 26 | 14 | 8  | 4  | 0  | 2  | 0  | 0   | D2h      |
| 56 | prisme hexagonal métabiaugmenté |       | prisme augmenté | 14 | 26 | 14 | 8  | 4  | 0  | 2  | 0  | 0   | C2v      |
| 57 | prisme hexagonal triaugmenté    |       | prisme augmenté | 15 | 30 | 17 | 12 | 3  | 0  | 2  | 0  | 0   | D3h      |

#### Solides de Platon modifiés
- Dodécaèdres augmentés
- Icosaèdres diminués

|    |                               |       |                     |    |    |    |    |    |    |    |    |     |          |
| Jn | Nom du solide                 | Image | Type                | S  | A  | F  | F3 | F4 | F5 | F6 | F8 | F10 | Symétrie |
| 58 | dodécaèdre augmenté           |       | dodécaèdre augmenté | 21 | 35 | 16 | 5  | 0  | 11 | 0  | 0  | 0   | C5v      |
| 59 | dodécaèdre parabiaugmenté     |       | dodécaèdre augmenté | 22 | 40 | 20 | 10 | 0  | 10 | 0  | 0  | 0   | D5v      |
| 60 | dodécaèdre métabiaugmenté     |       | dodécaèdre augmenté | 22 | 40 | 20 | 10 | 0  | 10 | 0  | 0  | 0   | C2v      |
| 61 | dodécaèdre triaugmenté        |       | dodécaèdre augmenté | 23 | 45 | 24 | 15 | 0  | 9  | 0  | 0  | 0   | C3v      |
| 62 | icosaèdre métabidiminué       |       | icosaèdre diminué   | 10 | 20 | 12 | 10 | 0  | 2  | 0  | 0  | 0   | C2v      |
| 63 | icosaèdre tridiminué          |       | icosaèdre diminué   | 9  | 15 | 8  | 5  | 0  | 3  | 0  | 0  | 0   | C3v      |
| 64 | icosaèdre tridiminué augmenté |       | icosaèdre diminué   | 10 | 18 | 10 | 7  | 0  | 3  | 0  | 0  | 0   | C3v      |

#### Solides d'Archimède modifiés
- Tétraèdre tronqué augmenté
- Cube tronqué augmenté
- Dodécaèdre tronqué augmenté
- Petit rhombicosidodécaèdre gyré
- Petit rhombicosidodécaèdre diminué
- Petit rhombicosidodécaèdre diminué gyré

|    |                                      |       |                              |    |     |    |    |    |    |    |    |     |          |
| Jn | Nom du solide                        | Image | Type                         | S  | A   | F  | F3 | F4 | F5 | F6 | F8 | F10 | Symétrie |
| 65 | tétraèdre tronqué augmenté           |       | tétraèdre tronqué augmenté   | 15 | 27  | 14 | 8  | 3  | 0  | 3  | 0  | 0   | C3v      |
| 66 | cube tronqué augmenté                |       | cube tronqué augmenté        | 28 | 48  | 22 | 12 | 5  | 0  | 0  | 5  | 0   | C4v      |
| 67 | cube tronqué biaugmenté              |       | cube tronqué augmenté        | 32 | 60  | 30 | 16 | 10 | 0  | 0  | 4  | 0   | D4h      |
| 68 | dodécaèdre tronqué augmenté          |       | dodécaèdre tronqué augmenté  | 65 | 105 | 42 | 25 | 5  | 1  | 0  | 0  | 11  | C5v      |
| 69 | dodécaèdre tronqué parabiaugmenté    |       | dodécaèdre tronqué augmenté  | 70 | 120 | 52 | 30 | 10 | 2  | 0  | 0  | 10  | D5v      |
| 70 | dodécaèdre tronqué métabiaugmenté    |       | dodécaèdre tronqué augmenté  | 70 | 120 | 52 | 30 | 10 | 2  | 0  | 0  | 10  | C2v      |
| 71 | dodécaèdre tronqué triaugmenté       |       | dodécaèdre tronqué augmenté  | 75 | 135 | 62 | 35 | 15 | 3  | 0  | 0  | 9   | C3v      |
| 72 | gyro-rhombicosidodécaèdre            |       | rhombicosidodécaèdre gyré    | 60 | 120 | 62 | 20 | 30 | 12 | 0  | 0  | 0   | C5v      |
| 73 | parabigyro-rhombicosidodécaèdre      |       | rhombicosidodécaèdre gyré    | 60 | 120 | 62 | 20 | 30 | 12 | 0  | 0  | 0   | D5v      |
| 74 | métabigyro-rhombicosidodécaèdre      |       | rhombicosidodécaèdre gyré    | 60 | 120 | 62 | 20 | 30 | 12 | 0  | 0  | 0   | C2v      |
| 75 | trigyro-rhombicosidodécaèdre         |       | rhombicosidodécaèdre gyré    | 60 | 120 | 62 | 20 | 30 | 12 | 0  | 0  | 0   | C3v      |
| 76 | rhombicosidodécaèdre diminué         |       | rhombicosidodécaèdre diminué | 55 | 105 | 52 | 15 | 25 | 11 | 0  | 0  | 1   | C5v      |
| 77 | rhombicosidodécaèdre paragyrodiminué |       | rhombicosidodécaèdre diminué | 55 | 105 | 52 | 15 | 25 | 11 | 0  | 0  | 1   | C5v      |
| 78 | rhombicosidodécaèdre métagyrodiminué |       | rhombicosidodécaèdre diminué | 55 | 105 | 52 | 15 | 25 | 11 | 0  | 0  | 1   | Cs       |
| 79 | rhombicosidodécaèdre bigyrodiminué   |       | rhombicosidodécaèdre diminué | 55 | 105 | 52 | 15 | 25 | 11 | 0  | 0  | 1   | Cs       |
| 80 | rhombicosidodécaèdre parabidiminué   |       | rhombicosidodécaèdre diminué | 50 | 90  | 42 | 10 | 20 | 10 | 0  | 0  | 2   | D5v      |
| 81 | rhombicosidodécaèdre métabidiminué   |       | rhombicosidodécaèdre diminué | 50 | 90  | 42 | 10 | 20 | 10 | 0  | 0  | 2   | C2v      |
| 82 | rhombicosidodécaèdre gyrobidiminué   |       | rhombicosidodécaèdre diminué | 50 | 90  | 42 | 10 | 20 | 10 | 0  | 0  | 2   | Cs       |
| 83 | rhombicosidodécaèdre tridiminué      |       | rhombicosidodécaèdre diminué | 45 | 75  | 32 | 5  | 15 | 9  | 0  | 0  | 3   | C3v      |

#### Divers
|    |                                 |       |      |    |    |    |    |    |    |    |    |     |          |
| Jn | Nom du solide                   | Image | Type | S  | A  | F  | F3 | F4 | F5 | F6 | F8 | F10 | Symétrie |
| 84 | Disphénoïde adouci              |       | -    | 8  | 18 | 12 | 12 | 0  | 0  | 0  | 0  | 0   | D2v      |
| 85 | antiprisme carré adouci         |       | -    | 16 | 40 | 26 | 24 | 2  | 0  | 0  | 0  | 0   | D4v      |
| 86 | sphéno-couronne                 |       | -    | 10 | 22 | 14 | 12 | 2  | 0  | 0  | 0  | 0   | C2v      |
| 87 | sphéno-couronne augmentée       |       | -    | 11 | 26 | 17 | 16 | 1  | 0  | 0  | 0  | 0   | Cs       |
| 88 | sphénoméga-couronne             |       | -    | 12 | 28 | 18 | 16 | 2  | 0  | 0  | 0  | 0   | C2v      |
| 89 | hébesphénoméga-couronne         |       | -    | 14 | 33 | 21 | 18 | 3  | 0  | 0  | 0  | 0   | C2v      |
| 90 | disphéno-ceinture               |       | -    | 16 | 38 | 24 | 20 | 4  | 0  | 0  | 0  | 0   | D2v      |
| 91 | birotonde bilunaire             |       | -    | 14 | 26 | 14 | 8  | 2  | 4  | 0  | 0  | 0   | D2h      |
| 92 | hébesphéno-rotonde triangulaire |       | -    | 18 | 36 | 20 | 13 | 3  | 3  | 1  | 0  | 0   | C3v      |